# Za Det Gyi Island
Za Det Gyi Island är en ö i Myanmar.   Den ligger i regionen Taninthayiregionen, i den södra delen av landet, 1 100 km söder om huvudstaden Naypyidaw. Arean är 176 kvadratkilometer.
Terrängen på Za Det Gyi Island är kuperad. Öns högsta punkt är 840 meter över havet. Den sträcker sig 25,2 kilometer i nord-sydlig riktning, och 20,8 kilometer i öst-västlig riktning.  I omgivningarna runt Za Det Gyi Island växer i huvudsak städsegrön lövskog.